# Estación de Edzná
Edzná  es la estación ferroviaria del Tren Maya situada en Edzná (Campeche).

## Tren Maya
Andrés Manuel López Obrador anunció en su campaña presidencial del 2018 el proyecto del Tren Maya. El 13 de agosto de 2018 anunció el trazo completo. El recorrido de la nueva ruta del Tren Maya puso a la Estación Edzná en la ruta que conectaría con Escárcega, Campeche y Mérida, Yucatán
Edzná es la estación que facilita la conexión entre Campeche y Yucatán, con la Zona Arqueológica de Edzná. La estación esta cerca de las vías de ferrocarril más cerca del poblado de Tixmucuy.
La estación cuenta con una base de mantenimiento para los trenes.
Actualmente, la estación en Edzná se encuentra abierta y recibe a viajeros locales, nacionales e internacionales.